# Philoponella oweni
Philoponella oweni är en spindelart som först beskrevs av Chamberlin 1924.  Philoponella oweni ingår i släktet Philoponella och familjen krusnätsspindlar. Inga underarter finns listade i Catalogue of Life.